# Norra Viggen, Östergötland
Norra Viggen är en sjö i Linköpings kommun i Östergötland och ingår i Motala ströms huvudavrinningsområde.